# (35462) 1998 DW23
1998 دي دابليو 23 (ويعرف أيضًا باسم (35462) 1998 دي دابليو 23 وفق تسمية الكوكب الصغير) (بالإنجليزية: 1998 DW23)‏ هو كويكب ضمن حزام الكويكبات؛ وترتيبه 35462 من حيث الاكتشاف.
اكتُشف هذا الجُرم الفلكي بواسطة OCA–DLR Asteroid Survey ‏ في 27 فبراير 1998.

## وصلات خارجية
- (35462) 1998 DW23 في قاعدة بيانات مختبر الدفع النفاث لأجرام النظام الشمسي الصغيرة

- الاكتشاف · مخطط المدار ·  العناصر المدارية · المعلمات المادية

- (35462) 1998 DW23 على موقع ويكي سكاي: DSS2, SDSS, GALEX, IRAS, Hydrogen α, X-Ray, Astrophoto, Sky Map, Articles and images